# Skaryszew
Skaryszew is een stad in het Poolse woiwodschap Mazovië, gelegen in de powiat Radomski. De oppervlakte bedraagt 27,49 km², het inwonertal 3922 (2005).